# Акулево
Аку́лево (чув. Шемшер) — село в Чебоксарском районе Чувашской Республики, расположенное в 33 км от Чебоксар. Входит в состав Акулевского сельского поселения.

## История
История села началась со строительства в этом месте каменной Успенской церкви взамен обветшавшей деревянной Успенской церкви в селе Акулево, которое находилось в трёх километрах отсюда к северо-западу. Место для строительства было выбрано поближе к центру приходов старой церкви.
Каменная церковь была построена и освящена в 1821 году. Вокруг неё стало расти новое поселение, в основном за счёт переселенцев из прежнего села, которое стали называть деревней Старое Акулево, а новое поселение получило название село Новое Акулево (чув. Шемшер). Такие названия использовались и в начале XX века.
Жители — чуваши, до 1866 года государственные крестьяне, занимались земледелием, животноводством, лозоплетением, лесоразработкой, прочими промыслами.
С 1851 в новом селе функционировала церковноприходская школа (с 1905 года — в ведении Синода), с 1914 — земская больница. В 1862 году три частных школы села были объединены в одну школу, подведомственную Министерству государственных имуществ. Всего было 34 учащихся, из них 2 девочки. В 1869 году на базе этой школы было открыто сельское начальное народное училище, где обучалось 24 мальчика. До 1888 года учителями были служители духовенства. С 1890 года в училище введено преподавание гимнастики.
В 1897 году в селе открылся отдел Казанского общества трезвости — общественной благотворительной организации, созданной в 1892 году группой казанской интеллигенции во главе с А. Т. Соловьёвым для борьбы с пьянством и оказания материальной и моральной помощи своим членам.
В январе 1921 года здесь вспыхнуло восстание против Советской власти недовольных продразвёрсткой крестьян из нескольких окрестных деревень, известное как «Акулевское восстание» (войска убили 10 человек и арестовали более 200 человек, а затем по суду расстреляли ещё 22 человека — в 2006 году останки расстрелянных были перезахоронены).
С 1 октября 1927 года село Акулево входило в состав Акулевского сельсовета. В 1978 году в состав Акулево было включена деревня Ямбулатово.
В настоящее время село входит в состав Акулевского сельского поселения.
В селе действуют: сельский дом культуры, модельная библиотека, фельдшерско-акушерский пункт, ветеринарный пункт, отделение связи.

## Название
Считается, что русское название Акулево произошло от фамилии Акулов/Акулев. Вместе с тем составитель краеведческого словаря И. С. Дубанов, ссылаясь на работы В. И. Карпова (Алинея) и Л. П. Сергеева, отмечает:

В. И. Карпов утверждает, что название произошло от чувашских языческих имён Акуша и Шемертей. Происхождение чувашского названия можно предположить от мар. шемер «трудящийся, трудовой» (Моргаушский район: краткая энциклопедия).
Прежние названия — Новая Акулева, Шуангер, Успенское.

## География
Расстояние до Чебоксар 33 км, до райцентра — посёлка Кугеси — 20 км, до железнодорожной станции 33 км. Село расположено на берегах реки Рыкша.
Улицы: Аптечная, Родниковая, Шоссейная, Ямбулатово.

## Население
180 чел. (2010), из которого 97 % составляют чуваши (2002).
| 2010 | 2012 |
| ---- | ---- |
| 180  | ↘166 |

## Успенская церковь
Действующая церковь Успения Пресвятой Богородицы (1821—1941, с 1944 года по настоящее время) — памятник архитектуры регионального значения (№ 2100224000).
В Успенской церкви с 1909 по 1912 год служил регентом-псаломщиком Василий Воробьёв, впоследствии — хоровой дирижёр, композитор, педагог, фольклорист, член Союза композиторов СССР (с 1940), один из основоположников профессионального музыкального искусства Чувашии.

## Памятники и памятные места
- Памятник воинам, погибшим в Великой Отечественной войне (ул. Шоссейная)[18].

## Известные уроженцы
- Тогаева Валентина Константиновна (1898—1982) — супруга Я. А. Эшпая, племянница чувашского композитора Анатолия Тогаева, учительница русского языка и литературы, знаток, любительница и исполнительница народных песен. Мать выдающегося композитора Андрея Эшпая.
- Столяров Алексей Васильевич (1936—2013) — математик, доктор физико-математических наук, профессор, Заслуженный работник высшей школы Чувашской Республики, заслуженный деятель науки Чувашской Республики[19].